# Tonna oentoengi
Tonna oentoengi là một loài ốc biển lớn, là động vật thân mềm chân bụng sống ở biển trong họ Tonnidae.